# HD 23127
HD 23127 är en gul stjärna i huvudserien i stjärnbilden Rombiska nätet.
Stjärnan har visuell magnitud +8,55 och kräver fältkikare för att observeras. Den befinner sig på ett avstånd av ungefär 320 ljusår

## Exoplaneter
Närvaron av en exoplanet vid stjärnan upptäcktes i februari 2007. Planeten har en massa som är ungefär 1,5 gånger Jupiters. Den fick beteckningen HD 23127 b och har ett medelavstånd till stjärnan på 2,29 AE. 
| Planet | Massa       | Halv storaxel (AE) | Siderisk omloppstid (d) | Excentricitet | Inklination | Radie |
| ------ | ----------- | ------------------ | ----------------------- | ------------- | ----------- | ----- |
| b      | >1,5±0,2 MJ | 2,4±0,3            | 1214,0±9,0              | 0,44±0,07     | –           | –     |